# Modestas Paulauskas
Modestas Juozapas Paulauskas (Kretinga, Litva, 19. ožujka 1945.), litvanski bivši košarkaš i košarkaški trener.

## Vanjske poveznice
- FIBA
- Delfi.lt Į NBA kviestas M. Paulauskas jei būčiau išvykęs, būtų nukentėję mano artimieji